# Dorstenia contensis
Dorstenia contensis là một loài thực vật có hoa trong họ Moraceae. Loài này được Carauta & C.C.Berg mô tả khoa học đầu tiên năm 1985.